# Joseph Vincent Monachino
Joseph Vincent Monachino  ( * Aragone, Agrigento 22 de mayo de 1911-diciembre de 1962 ) fue un botánico estadounidense nacido en Sicilia.
A sus 5 años, con su madre viuda, dos hermanas y un hermano migran a Nueva York. Hace su primaria y secundaria en Brooklyn, en el "F.K. Lane High School". Y luego obtiene su Ms.Sc. en Química, Biología y Física, de la " St. John's University", en 1934. Luego se emplea en el Jardín Botánico de Nueva York como botánico, y pronto se convierte en un experto en flora tropical.
En 1941 trabaja para la firma Merck & Co. de Rahway, Nueva Jersey. En ese periodo, escribe no menos de treinta artículos científicos. Se casa en 1942, y su mujer fallecerá en 1959. En 1948 deja a Merck y vuelve al Herbario del NYBG como curador asociado.
Desde 1957 y fue activo miembro del Torrey Botanical Club, desarrollando infinidad de viajes de recolecciones botánicas. Sirvió en el "Comité de Campo" de 1957 a 1961, y de 1958 a 1961 fue secretario. 

## Algunas publicaciones

### Libros
- 1944. A revision of Lacmellea, and the transfer of Zschokkea (Apocynaceae). Ed. Lloyd Library & Museum
- 1945. A revision of Ambelania, inclusive of Neocouma (Apocynaceae). Ed. Lloyd Library & Museum
- 1949. A revision of the genus Alstonia (Apocynaceae). 182 pp.

- La abreviatura «Monach.» se emplea para indicar a Joseph Vincent Monachino como autoridad en la descripción y clasificación científica de los vegetales.[1]